# Sull'Adamant - Dove l'impossibile diventa possibile
Sull'Adamant - Dove l'impossibile diventa possibile (Sur l'Adamant) è un film documentario del 2023 diretto da Nicolas Philibert, che ritrae l'Adamant, un centro diurno galleggiante per il trattamento di persone con disturbi mentali, situato sulla Senna a Parigi. Ha vinto l'Orso d'oro al 73º Festival internazionale del cinema di Berlino, dove ha avuto la sua prima mondiale il 24 febbraio 2023.

## Trama
Il film è un ritratto del Centro diurno L'Adamant di Parigi. Si tratta di un edificio galleggiante situato ai piedi del Pont Charles-de-Gaulle sulla riva destra della Senna. L'esclusivo centro diurno accoglie persone con disturbi mentali residenti nei primi quattro arrondissement municipali di Parigi. L'équipe che lo gestisce è una di quelle che cerca di resistire il più possibile al dedicamento e alla disumanizzazione della psichiatria. Offre ai pazienti una routine quotidiana e li aiuta a ritrovare il loro punto di appoggio nella vita di tutti i giorni con laboratori terapeutici e supporto alla riabilitazione psicosociale. Il team di Adamant è composto da psichiatri, psicologi, infermieri, terapisti occupazionali, educatori specializzati, specialisti della psicomotricità, personale ospedaliero e arteterapeuti.

## Distribuzione
Sur l'Adamant è stato presentato in anteprima il 24 febbraio 2023 nell'ambito del 73º Festival internazionale del cinema di Berlino, in concorso. Il film è in concorso al Calgary International Film Festival, per il premio Best International Documentary Feature ed è stato proiettato il 22 settembre 2023. Il film è stato proiettato al 28° Busan International Film Festival il 6 ottobre e al BFI London Film Festival il  ottobre 2023. Il documentario è stato invitato al Vancouver International Film Festival ed è stato proiettato il 5 ottobre 2023. È stato selezionato come documentario europeo per la 36ª edizione degli European Film Awards che si terrà il 9 dicembre 2023.

## Accoglienza
Dopo una prima settimana di uscita nelle sale francesi, il lungometraggio ha totalizzato 42.447 presenze.
Su Rotten Tomatoes, il film ha un indice di approvazione del 100% basato su 9 recensioni, con una valutazione media di 7,1/10. Su Metacritic, ha un punteggio medio ponderato di 75 su 100 basato su 5 recensioni, indicando "recensioni generalmente favorevoli".

## Riconoscimenti
- Festival internazionale del cinema di Berlino
  - 2023 – Orso d'oro[16]

- Premio César
  - 2024 – Candidatura per il miglior documentario[17]
- 2024 – Premio Lumière[18]
  - Candidatura per il miglior documentario